# Komuna e Ballagatit
Komuna e Ballagatit är en kommun i Albanien.   Den ligger i prefekturen Qarku i Fierit, i den centrala delen av landet, 40 km söder om huvudstaden Tirana.
Trakten runt Komuna e Ballagatit består till största delen av jordbruksmark.  Runt Komuna e Ballagatit är det ganska tätbefolkat, med 192 invånare per kvadratkilometer.